# جامع الصروي
جامع الصروي أو جامع البياضة يقع شمال سوق البياضة في المدينة القديمة بناه محمد الصروي في عام 780هـ الموافق لعام 1378 م.